# Главная почта (Краков)
Главная почта (пол. Poczta Główna) — архитектурный памятник, который находится в Кракове на пересечении улиц Велёполе, 2 и Вестерплятте, 20. Здание внесено в реестр охраняемых памятников Малопольского воеводства.
Главная почта в Кракове была спроектирована архитектором Ф. Зетцем. Позднее архитектурный проект Ф. Зетца был изменён архитектором Юзефом Саре. Строительство проводилось с 1887 по 1889 года под руководством архитекторов Тадеуша Стрыенского и Кароля Кнауза. Здание было построено в стиле неоренессанс.
C 1889 года в здании находилось почтовое управление Кракова. В 1900 году в здании была установлена первая на территории Польши автоматическая телефонная станция с 3600 номерами, запатентованная американским бизнесменом Элмоном Строуджером. Позднее станция была переоборудована австрийским инженером по фамилии Детла и польским инженером по фамилии Чижиковский. 
В связи растущими производственными мощностями здание в 1930—1931 годах было перестроено и расширено по проекту Фредерика Таданера в стиле неомодернизма. В 1933 году в здании стала действовать междугородняя телефонная станция.
Очередная перестройка здания проходила во время Второй мировой войны немецкими властями. Свою работу Главная поста возобновила 22 января 1945 года.
В послевоенное время Главная почта неоднократно модернизировалась. 18 февраля 1991 года здание было внесено в реестр охраняемых памятников Малопольского воеводства (№ А-875). В 1993—1996 годах был установлен купол в стиле постмодернизма по проекту З. Ясака и часы, указывающие время в системе DCF77.
С 1991 года в здании располагается администрация Почты Польши и телекоммуникационная компания «Orange Polska».